# 安蒂奧克 (印第安納州克林頓縣)
安蒂奥克（英語：Antioch）是位於美國印第安納州克林頓縣的一個非建制地區。該地的面積和人口皆未知。

## 地理
安蒂奥克的座標為40°13′41″N 86°30′21″W / 40.22806°N 86.50583°W，而該地的平均海拔高度為268米（即879英尺）。